# When Aliens Attack
«When Aliens Attack» (укр. «Коли інопланетяни атакують») — 12-та серія першого сезону анімаційного серіалу «Футурама», що вийшла в ефір у Північній Америці 7 листопада 1999 року.
Автор сценарію: Кен Кілер.
Режисер: Браян Шизлі.

## Сюжет
Серія розпочинається сценою з 1999 року, у якій Фрай доставляє піцу до апаратної телевізійного каналу «WNYW» (справжня нью-йоркська філія компанії «Фокс»). Випадково Фрай проливає пиво на контрольний пульт і перериває трансляцію серіалу «Самотня юристка». Заспокоюючи відеоінженера, Фрай каже «таке все одно ніхто не дивиться». Камера віддаляється від телевежі, з поверхні Землі та швидко рухається крізь глибини космосу, зупинившись на планеті Омікрон Персей VIII, за тисячу світлових років від Землі, де ми бачимо двох інопланетян, розлючених раптовим збоєм передачі.
Дія повертається на Землю. Команда «Міжпланетного експреса» вирішує провести останній теплий день року на Монументальному пляжі, де у XXVII столітті було зібрано найвидатніші пам'ятники світу, вкрадені тодішнім губернатором Нью-Йорка. Раптово з'являються численні літаючі тарілки, які починають нищити пам'ятники. Ватажок вторгнення, правитель планети Омікрон Персей VIII Лррр вимагає від землян видати йому людину на ім'я Макніл. Президент Землі Макніл, побоюючись за власну безпеку, наказує Заппу Бренніґану розпочати бойові дії проти інопланетних інтервентів.
Після невдалої атаки земний уряд видає інопланетянам президента Макніла. Втім, Лррр наполягає на тому, що їм потрібна інша людина, і знищує президента. Лррр показує фотографію жінки, яка йому потрібна, і Фрай впізнає в ній Дженні Макніл — героїню серіалу «Самотня юристка».
Омікроніанці вимагають повторного показу перерваної серії, погрожуючи підняти температуру земної атмосфери на мільйон градусів («а може й на два»). На жаль, більшість відеокасет було знищено у 2443 році під час другого пришестя Христа. Команда «Міжпланетного експреса» вирішує самостійно розіграти серію, щоби врятувати світ.
Оскільки сценарій, написаний Фраєм, виявляється занадто коротким, Ліла (яка виконує роль Дженні) змушена імпровізувати. Вона пропонує судді (якого грає професор Фарнсворт) одружитися з нею. Шокований цим поворотом Фрай наказує Бендеру (що виконує роль камери) перемкнутися на рекламу. Фрай пояснює Лілі, що телеглядачі не люблять несподіваних поворотів, бо ті їх лякають, і реакція Лррр підтверджує це.
Фрай швидко придумує закінчення серії, в якому суддя раптово помирає, а Дженні знов залишається самотньою юристкою. Омікроніанці задоволені серією (Лррр оцінює її на «три з мінусом») і відлітають, подарувавши людству життя, проте не відкривши секрету безсмертя.
Серія закінчується монологом Фрая про те, що у кожному телесеріалі все має закінчитися так, ніби нічого не відбулося. Фінальні кадри показують напівзруйнований, охоплений полум'ям Новий Нью-Йорк.

## Пародії, алюзії, цікаві факти
- Серіал «Самотня юристка», а також ім'я його головної героїні «Дженні Макнілл» є пародією на серіал «Еллі Макбіл».
- Під час руху камери крізь космос можна бачити космічний зонд Вояджер і Зірку Смерті з «Зоряних воєн».
- Серед пам'ятників на Монументальному пляжі можна бачити Великий Сфінкс Гізи, годинник «Біг-Бен» з будівлі Британського парламенту в Лондоні, Пізанську вежу, Колізей, гору Рашмор, скульптури з острова Пасхи тощо.
- Сцени вторгнення інопланетян (особливо знищення пам'ятників на Монументальному пляжі) багато в чому пародіюють фільм «День Незалежності».
- Військо Землі помилково знищує телескоп Хаббл, хоча насправді телескоп Хаббл виглядає зовсім інакше.
- Сцени, в яких земні кораблі атакують омікроніанців, багато в чому пародіюють бойові сцени з «Зоряних воєн».
- Дружина Лррр Нднд стверджує: «Жінки з планети Омікрон Персей VII, а чоловіки з Омікрон Персей IX» — алюзія на назву книги американського письменника Джона Грея «Чоловіки з Марса, жінки з Венери».
- У цій серії у телевізійних новинах Морбо не з'являється.

## Особливості українського перекладу
- У серії кілька разів згадується канал M1 і серіал «Сімпсони», який в Україні також демонструється каналом M1.